# Fabrizio Tzinaridis
Fabrizio Tzinaridis (Houthalen, 20 november 1992) is een Belgische mediapersoonlijkheid. Hij is in 2022 De Bachelor in het gelijknamige tv-programma op de Belgische zender Play4 en Nederlandse on demand kanaal Videoland. In 2018 nam hij deel aan Temptation Island. Hierna nam hij deel aan verschillende televisieprogramma's waaronder de Vlaamse Dancing with the Stars.Tzinaridis staat bekend om z’n opvallende uiterlijk, met veel tatoeages. Daarnaast is hij eigenaar van een Tattooshop en lanceerde in 2021 een cosmeticalijn.

## Carrière
In 2017 won Tzinaridis de eerste Mister Tattoo-verkiezing. Tzinaridis nam in 2018 als verleider deel aan  Temptation Island. In 2018 begon Tzinaridis  een relatie met Temptation Island 2017-deelneemster Pommeline Tillière. Hij verscheen alleen en samen met Tillière in Temptation Island's praatprogramma Goedele On Top. Samen met Tillière verscheen hij in het Videoland-programma I Love You Tattoo waar ze tattoos plaatsten.  Ook zijn plastische ingrepen verschenen uitgebreid in de media. Vanaf mei maakte hij samen met Pommeline reclame voor Star Casino. In najaar 2018 verscheen het koppel in Sex Tape op VIJF. Tzinardis was ook een van de sterren in Dancing with the Stars op VIER in najaar 2018.
In het voorjaar van 2019 verscheen Tzinaridis eveneens als zijn vriendin Tillière in het MTV programma Just Tattoo of Us BENELUX waarin ze beide schokkende tatoeages uitdelen aan deelnemers die ze voor elkaar uitkiezen en laten zetten zonder dat ze weten wat het is.
Fabrizio deed samen met Pommeline in 2019 mee aan Temptation Island VIPS, de editie met bekende personen. Hierdoor kwam hun relatie aan een einde. In 2022 was Fabrizio te zien in Belgische De Bachelor en zal hierbij ondersteund worden door Goedele Liekens. Hij is ondertussen niet meer samen met de uitverkorene, Madieke, van dit programma. Tevens deed Fabrizio in 2023 mee aan Special Forces VIPS waar hij in aflevering 5 opgaf. In 2024 was hij te zien als zichzelf in Sterregem.